# Berbera
Berbera è una città della regione (gobolka) del Saaxil della Repubblica del Somaliland (stato non riconosciuto a livello internazionale), parte della regione Nordovest della Somalia. Berbera è anche un importante scalo marittimo, dato che è il solo porto riparato che si trova nella parte meridionale del Golfo di Aden; nel 2005 contava approssimativamente su una popolazione di 240 000 abitanti.

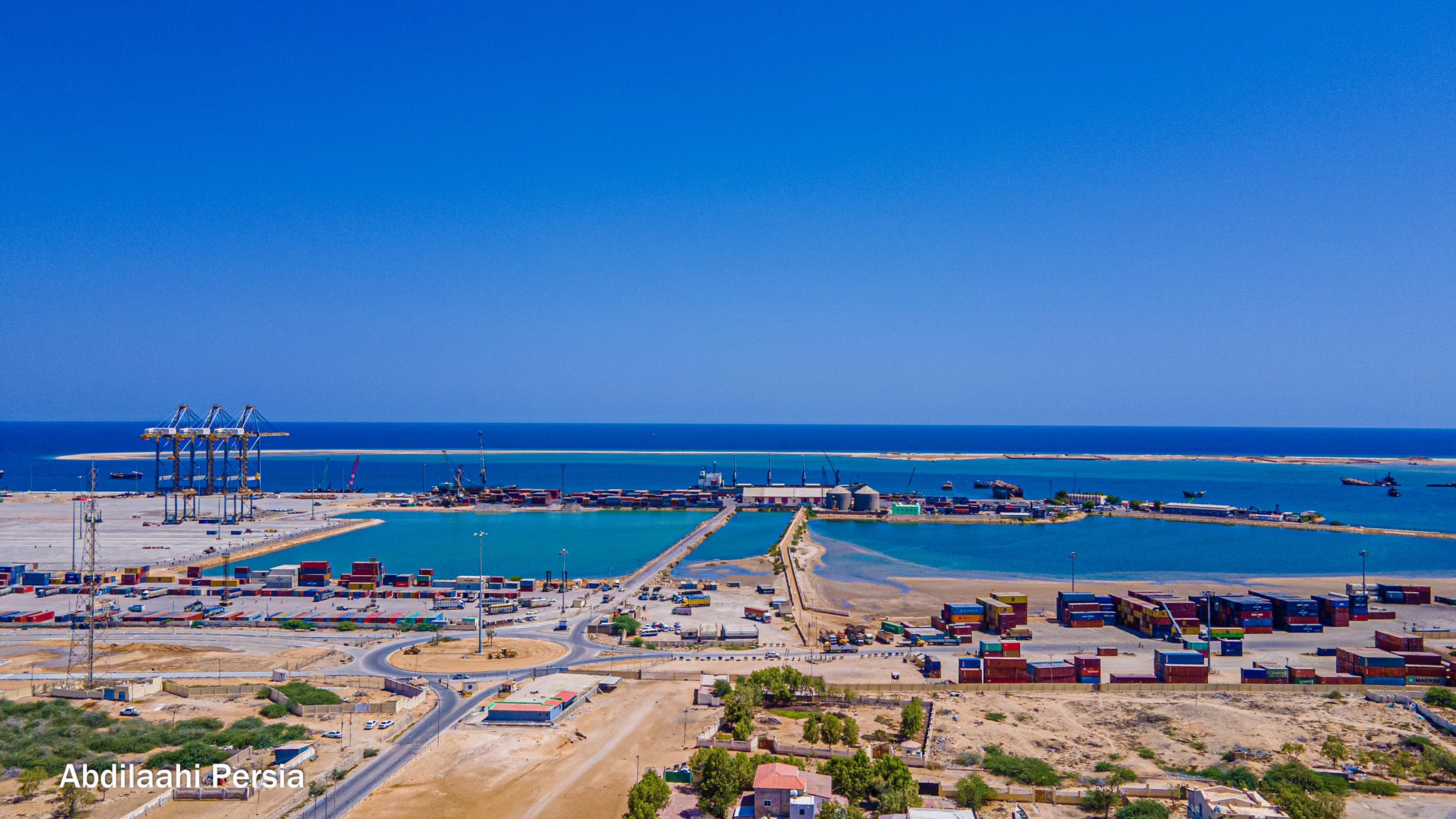
città di Berbera nella repubblica del Somaliland, aree portuali di Berbera dove rimangono navi e compagnie, l'area è collegata a Hargeisa tramite la principale autostrada

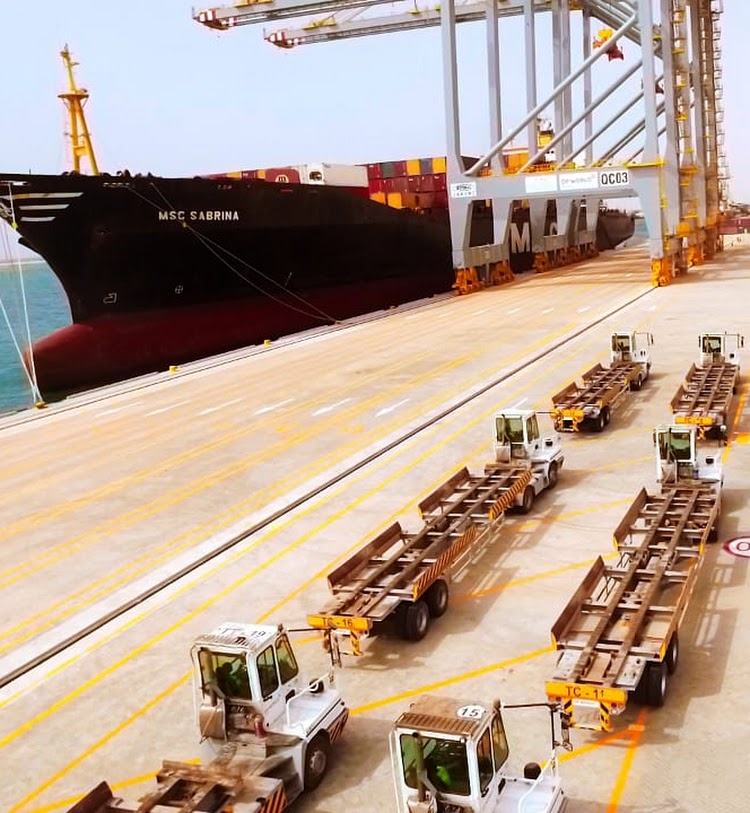
regione portuale del Somaliland di Berbera dove attraccano le navi, l'area ha aziende come somgas e BEZ

## Storia
La città fu descritta per la prima volta, con il nome di Malao, nel Periplus maris erythraei, un documento risalente al I secolo, e successivamente, con il nome di Bobali, da mercanti cinesi e arabi, che parlano di un fiorente mercato di schiavi, avorio e ambra grigia. 
Nel 1518 fu saccheggiata dal capitano portoghese Antonio de Saldanha, e poco dopo (1546) cadde sotto il dominio dell'Impero ottomano, che le preferì però la vicina Zeila come capitale della Somalia nordoccidentale. In epoca coloniale Berbera fu capitale della Somalia britannica fino al 1940, quando venne temporaneamente occupata dalle vicine forze italiane presenti nell'Africa Orientale Italiana. Nel 1941 venne riconquistata dai britannici.

## Economia
Situata su una strategica rotta petrolifera, Berbera ha inoltre delle strutture portuali in alto mare, che sono state completate nel 1969.  Punto terminale delle strade da e per Hargheisa e Burao; i principali prodotti che vengono esportati dal suo scalo sono pecore, gomma arabica, franchincenso e mirra.
Dopo la guerra tra Eritrea ed Etiopia, la città è inoltre diventata il maggiore porto per le esportazioni provenienti dall'Etiopia, e tutt'oggi queste esportazioni costituiscono la principale risorsa economica del Somaliland.

## Infrastrutture e trasporti
Prima della guerra civile, Berbera contava anche di un piccolo arsenale militare, costruito dai sovietici e utilizzato anche dagli americani, che oggi comunque è inglobato nel porto commerciale.
Nelle vicinanze della città, è presente inoltre una pista per gli atterraggi di emergenza degli Space Shuttle statunitensi.